# Копань (канал)
Ко́пань (канал «река Чепца — река Очёр», Прокопь) — канал в Очёрском районе Пермского края России, соединяет реки Чепца и Очёр.
Ширина канала — от 6 до 100 метров, глубина — от 5 до 40 метров, длина — около 1,5 км.

## История

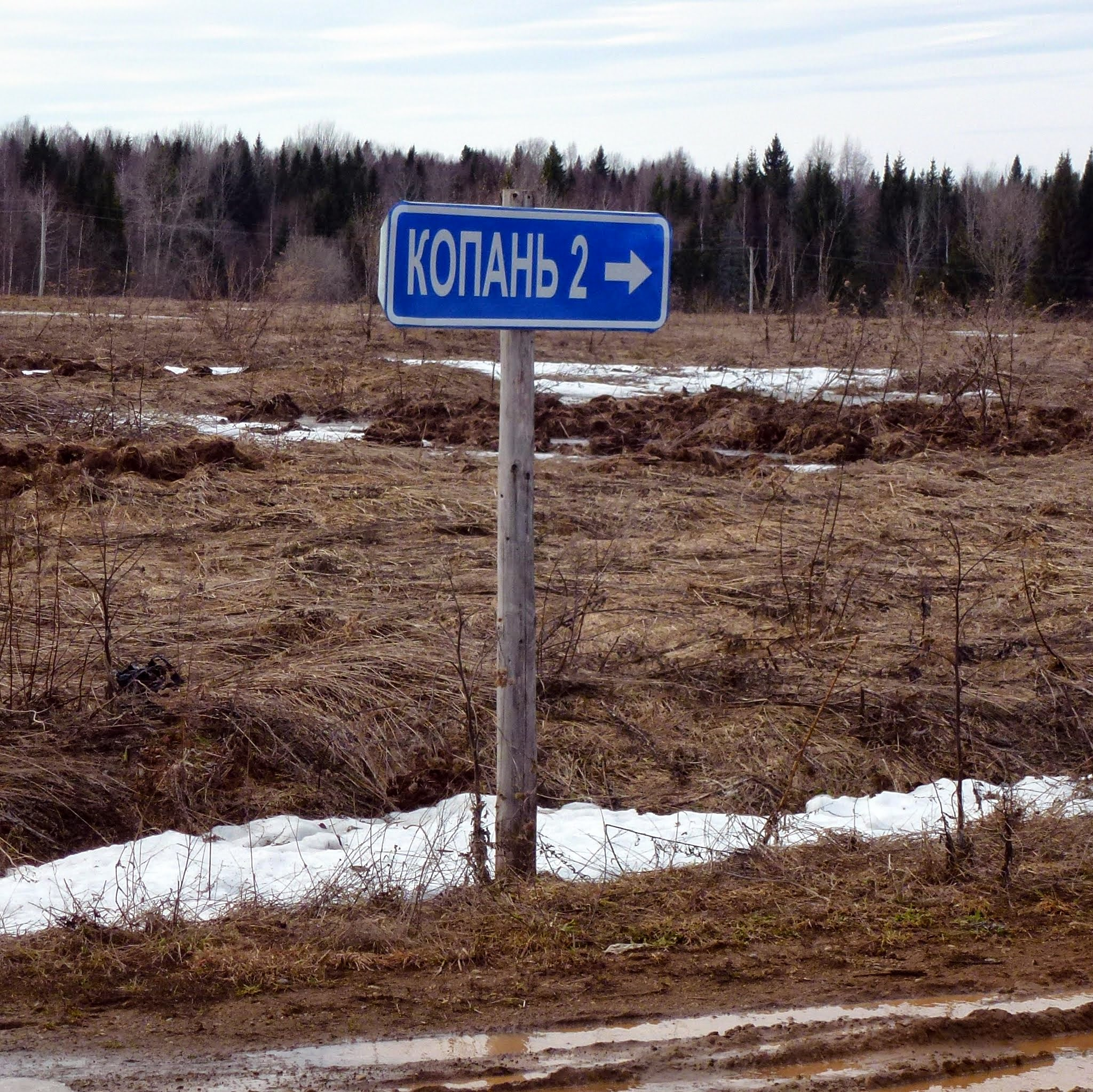
Дорожный указатель на повороте к каналу

В начале XIX века Очёрский железоделательный завод, принадлежавший Строгановым, испытывал нехватку энергии для обеспечения деятельности цехов из-за понижения уровня воды в заводском пруду. В 1812 году с началом войны все заводы получили указание увеличить объёмы производства. Местный мастер И. Ф. Бушуев разработал проект канала длиной 1,5 км, соединяющего Чепцу и Очёр для пополнения Очёрского пруда в летние месяцы. Поскольку истоки рек находятся рядом на возвышенности, но река Чепца бежит на юго-запад, а река Очёр — на юго-восток, предполагалось, что вода из верховьев Чепцы должна была завернуть в канал, а затем по нему в реку Очёр и далее в Очёрский пруд.
В течение 1813—1814 годов 5000 крепостных крестьян четырёх волостей: Верхне-Очёрской, Сепычёвской, Путинской и Вознесенской строили канал. Каждому хозяйству полагалось отработать на рытье канала 10 дней, в каждый из которых требовалось вынуть, поднять на поверхность, перевезти и раскидать 6 кубических аршин мягкого грунта или 3 кубических аршина каменного. Работа велась вручную с использованием лопат, кирок и телег. Общий объём земляных работа составил более 400 тыс. м³.
В итоге канал оказался неэффективным из-за ошибок в проектировании. Напор воды был очень мал, и после запуска по дну канала потёк лишь небольшой ручей. Уровень воды в Очёрском пруду практически не изменился, и канал был заброшен.
В 2008 году была установлена металлическая тросовая лестница для спуска ко дну канала. В 2009—2010 годах около канала были построены беседки, столы, лавочки и туалеты для туристов.
По состоянию на 2019 год, канал Копань является историческим памятником XIX века, входит в реестр особо охраняемых природных территорий Пермского края.